# バーンタークン郡
座標: 北緯8度54分18秒 東経98度53分6秒 / 北緯8.90500度 東経98.88500度
バーンタークン郡（バーンタークンぐん）はタイ南部・スラートターニー県にある郡（アムプー）。

## 名称
バーンタークンとは、「クン（官位名）の目の村」という意味である。

## 歴史
郡は1973年7月20日に分郡（キンアムプー）として、5のタムボンがキーリーラットニコム郡から分離して成立した。1976年9月9日には郡（アムプー）に昇格した。
郡内の5番目のタムボンであったタムボン・クライソーン (ตำบลไกรสร) は上流にチアオラーンラッチャプラパー・ダムの建設により沈んでしまうため、タムボン・カオパンに編入された。

## 地理
郡のほとんどの領域はプーケット山脈の一部である。その山岳部の一部はカオ・ソック国立公園、クローン・セーン野生生物保護区として保護されている。また、ほとんどがラノーン県の領域であるが、クローン・ナーカー野生生物保護区も有している。
郡内には、セーン川（クローン・セーン）があり、チアオラーンラッチャプラパー・ダムでせき止められ、プムドゥワン川に注ぐ。郡内の主な水源もセーン川やプムドゥワン川である。
国道401号線が東西に通っており、東にスラートターニー方面、西にタクワパーと通じる。

## 経済
郡内の主な産業は農業で、パラゴムノキ、アブラヤシ、果物が生産されている。

## 行政区分

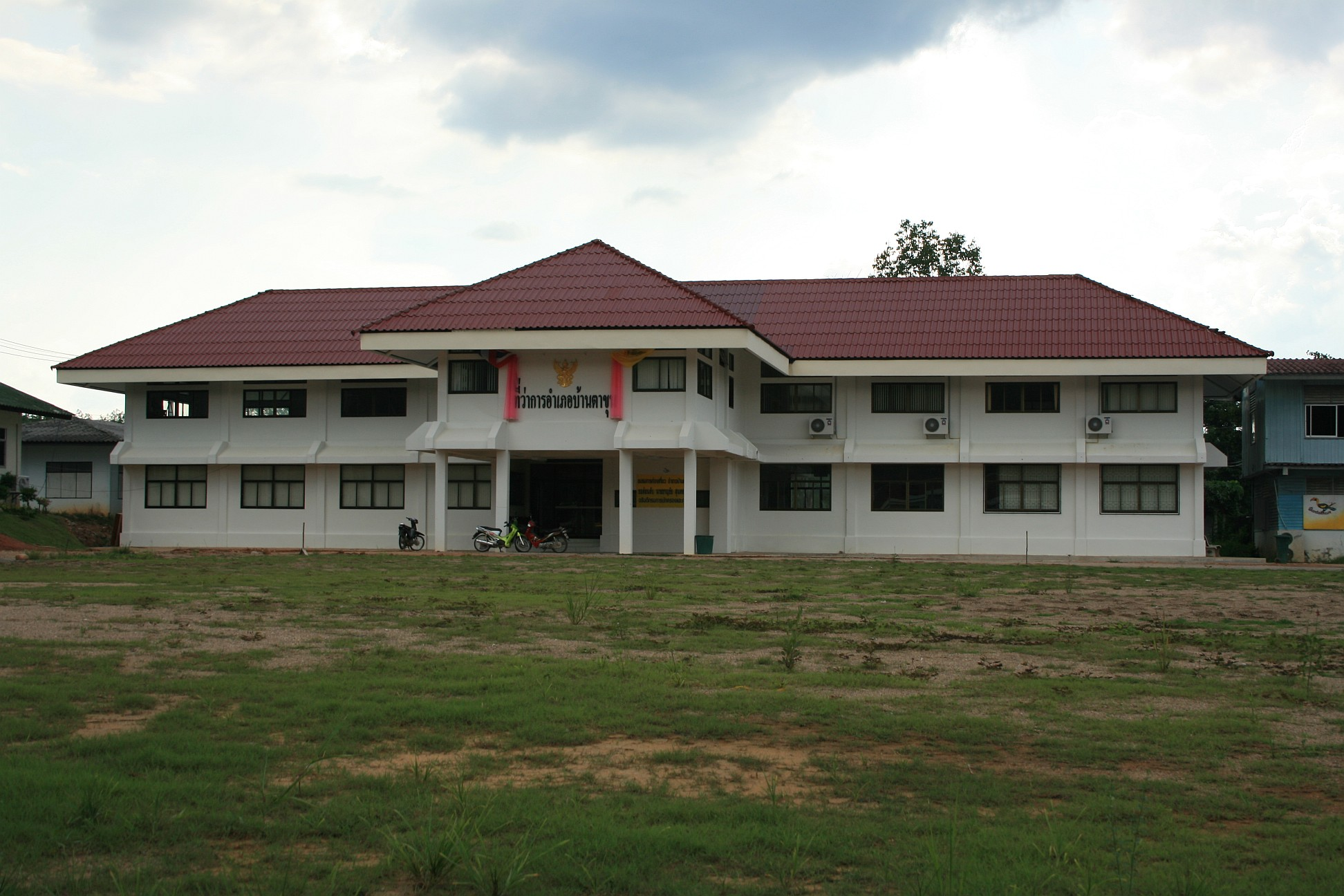
郡庁舎

郡は4のタムボンに分かれ、さらにその下位に29の村がある。自治体（テーサバーン）が一つあり以下のようになっている。
- テーサバーンタムボン・カオウォン・・・タムボン・カオウォン、タムボン・カオパンの一部

また郡内には4のタムボン行政体（オンカーンボーリハーンスワンタムボン）がある。
| 1. タムボン・カオウォン・・・ตำบลเขาวง 2. タムボン・パセーン・・・ตำบลพะแสง 3. タムボン・プルタイ・・・ตำบลพรุไทย 4. タムボン・カオパン・・・ตำบลเขาพัง | 郡内のタムボン |